# امیرحسین کبیری
امیرحسین کبیری (زادهٔ ۸ بهمن ۱۳۶۵ – درگذشتهٔ ۲۸ آبان ۱۳۹۸ در کرج) یکی از کشته‌شدگان اعتراضات آبان ۱۳۹۸ ایران بود.

## زندگی
امیرحسین کبیری در ۸ بهمن سال ۱۳۶۵ متولد شد. او فارغ‌التحصیل رشتهٔ مترجمی زبان از دانشکدهٔ زبان‌های خارجی دانشگاه آزاد کرج بود و یک فروشگاه عطر و ادکلن داشت. وی کفالت یک دختربچهٔ فال فروش را نیز بر عهده داشت.

## کشته شدن
ظهر روز شنبه ۲۵ آبان ۱۳۹۸، امیرحسین کبیری در حالی که به سمت مدرسهٔ خواهرزاده‌اش می‌رفت تا او را به خانه ببرد، در ۴۵ متری گلشهر کرج از پشت مورد اصابت گلوله قرار گرفت. گلوله از پشت، به گردن و ستون فقراتش اصابت کرد و با قطع مسیر تنفس، دچار ایست قلبی شد. به گفتهٔ خواهر امیرحسین و به نقل از شاهدان عینی، گلوله از مقر پلیس راهور ناجا شلیک شده بود. او را ابتدا به بیمارستان کوثر منتقل کردند. در آن‌جا قلب او احیا می‌شود اما به دلیل این که قادر به خدمات نبودند، وی را به بیمارستان البرز انتقال می‌دهند. در بیمارستان البرز نیز به سبب ایست قلبی، ۲ بار عملیات احیا انجام می‌شود.
او در نهایت در روز ۲۸ آبان ۱۳۹۸ درگذشت. روز چهارشنبه ۲۹ آبان ۱۳۹۸ پیکر امیرحسین کبیری به خانواده تحویل داده شد. کاملیا کبیری (خواهر امیرحسین) گفت: «تعهد کتبی از پدرم گرفتند که اعلامیه فوت منتشر نکنیم، مراسم ختم در مسجد نگیریم و هرکسی پرسید، بگوییم در تصادف اتومبیل فوت کرده‌است. ما نه اجازه انتشار اعلامیه ترحیم داشتیم و نه گرفتن مراسم ختم در مسجد. باید خیلی در خفا برادرمان را به خاک می‌سپردیم و در خانه خودمان برایش مجلس ترحیم می‌گرفتیم.»

## حواشی
- او قبل از اصابت گلوله از تجمعات اعتراضی مردم فیلم‌برداری کرده و با صدای خودش روی تصاویر توضیحاتی داده‌است.[۷]
- ویدئویی کوتاه از پیکر بی‌جان امیرحسین کبیری در فضای مجازی منتشر شد درحالی‌که دستانش در جیب‌های کاپشنش قرار دارد.[۱][۱۱][۱۲]
- با پدر امیرحسین تماس گرفته شده و گفته‌اند می‌خواهند دیه امیرحسین را پرداخت و او را شهید اعلام نمایند که او به این درخواست جواب منفی داده‌است.[۱۳][۱]
- تصاویری از مراسم خاکسپاری امیرحسین کبیری منتشر شده‌است.[۳]